# Tabgatch
Els tabgatch (o t'o-pa) foren un poble turc que es va establir, el segle iv, a Ta-t'ong, al nord del Shansi, i que va acabar unificant el nord de la Xina. El nom de tabgatch fou emprat pels occidentals per a designar la Xina. El nom és turc; en àrab era tamghadj i, en grec, taugast.

## Història
Els tabgatch estaven dirigits pel rei Kuei (386-409), que va arrabassar als Heou Yen, de primer Tsin-yang (Tai-yuan), l'any 396 i després Txong-Xan (Ting-Txeou), al sud de Pao-ting, el 397; finalment, Yé (Txang-to o Tchang-tö), l'any 398, i va fundar el regne de Wei o To-pa, que fou el seu nom dinàstic. Els Yen es van dividir en dues branques separades pel regne de Wei: els Pi Yen i els Nan Yen. La dinastia Wei va establir la seva capital a P'ing-Tx'eng, a l'est de Ta-t'ong, i va dominar el Shansi i l'Hopei fins al riu Groc.
A començaments del segle v, van rebutjar els juanjuan. Sota el rei Sseu (409-423), defensaren eficaçment la Gran Muralla i es varen estendre cap al sud arrabassant-los, als xinesos, Lo-yang i tota la part del Honan que posseïen (423). El successor de Sseu, el seu fill Tao (423-452), rebutjà els juanjuan (424) i feu una expedició contra aquest poble l'any següent: atravessà el Gobi i arribà, uns mesos després, fins al regne de Hia, que fou conquerit, en gran part (426-427), i finalment annexionat (431). El 429, s'organitzà una altra expedició contra els juanjuan, però fou derrotada amb greus pèrdues.
L'any 436, el rei Tao envaí els dominis dels Pi Yen i els annexionà. El 439, va ocupar l'estat Pei Leang, a Kansu, ocupant Ku-tsang o Kan-txou. Tao va atacar altra vegada els juanjuan, el 443. El 445, la dinastia dugué a terme una altra expedició al Lob Nor, regió governada pels Txan-txan, perquè aquests interceptaven les rutes comercials. El 448, el general Wan Tou-kuei va imposar tribut a Qarashahr i a Kuldjha. El 449, es feu una nova expedició contra els juanjuan, al Gobi.
Tao fou enderrocat per una revolta de palau, l'any 452, i el substituí el seu net Siun (452-465). Fou, probablement, llavors, quan es van fer les gran gorgues búdiques de Yun-kang, prop de Ta-t'ong (entre 414 i 520). Sota el govern de Siun, els Wei van ocupar l'oasi de Ha-mi (o Hami), el 456, i realitzaren una nova expedició al Gobi.
A Siun el va succeir Hong (465-471), que va conquerir territoris a l'imperi xinès de Nanquín: el 466 va ocupar Peng Txeng, al Kiangsu; el 467, la conca del Huai-Ho; i el 469, el Shantung. El 470, va atacar a l'horda dels T'ou-yu-Huen, al Kuku Nor, i la dominà. Hong (Hong I) fou un budista pietós; el 471, va abdicar a favor del seu fill Hong II (471-499), que també fou budista actiu, i va humanitzar la legislació; i en el seu regnat, els tabgatch o t'o-pa es van significar en costums i llengua i, el 494, la capital, que era a Ping-tx'eng, al Jehol, es traslladà a la ciutat de Lo-yang. S'inicià també la construcció de les estàtues búdiques de Long-men (escultures que foren construïdes entre 494 i 579), al sud de Lo-yang. Tanmateix, fracassà en el seu propòsit de sotmetre a l'imperi xinès del sud.
El 499, el va succeir Kiao (499-515), que, el 507, va intentar altre cop conquerir l'imperi xinès de Nanquín, però el seu exèrcit fou rebutjat al riu Huai-ho, indret que quedà com a frontera permanent entre els dos estats, rere la qual (és a dir, al sud) la fortalesa imperial xinesa de Txong-li (Fong-yang al Nanghuei) va resistir tots els atacs.
Mort Kiao (515), la vídua, la reina Ho, va governar del 515 al 528. Va afavorir el budisme, però encara tenia els instints sanguinaris originals de la dinastia quan eren un poble nòmada. Va construir, a Long-men, i va enviar una missió a l'Índia del nord-oest dirigida pel missioner Song Yun, que va passar per Lob Nor, Khotan, Pamir i Badakhxan, on es va trobar amb el kan dels huns heftalites, per arribar després a Uddiyana i a Gandhara.
L'any 534, finalment, la dinastia es va dividir en dues branques: els Wei orientals o Tong Wei i els Wei occidentals o Si Wei.